# Blackfield (album)
Blackfield è il primo album della band omonima fondata da Steven Wilson e Aviv Geffen nel 2004, pubblicato dalla Kscope / Snapper nel 2004 su CD nel 2005 in doppio vinile (Gates of Dawn).

## Tracce
Musiche di Aviv Geffen, eccetto dove indicato.
1. Open mind - (testo: Wilson) - 4:11
2. Blackfield - (musica: Wilson - testo: Wilson) - 4:21
3. Glow - (testo: Geffen/Wilson) - 3:28
4. Scars - (testo: Geffen/Wilson) - 3:02
5. Lullaby - (musica: Wilson - testo: Wilson) - 3:01
6. Pain - (testo: Geffen) - 4:30
7. Summer - (testo: Wilson/Geffen) - 3:27
8. Cloudy now - (testo: Wilson/Geffen) - 3:15
9. The hole in me - (testo: Geffen) - 2:51
10. Hello - (testo: Wilson/Geffen) - 4:22

### Lista tracce nuova edizione 2005
- CD 1

Musiche di Aviv Geffen, eccetto dove indicato.
1. Open mind - (testo: Wilson) - 4:11
2. Blackfield - (Wilson) - 4:21
3. Glow - (testo: Geffen/Wilson) - 3:28
4. Scars - (testo: Geffen/Wilson) - 3:02
5. Lullaby - (testo e musica: Wilson) - 3:01
6. Pain - (testo: Geffen) - 4:30
7. Summer - (testo: Wilson/Geffen) - 3:27
8. Cloudy now - (testo: Wilson/Geffen) - 3:15
9. The hole in me - (testo: Geffen) - 2:51
10. Hello - (testo: Wilson/Geffen) - 4:22

- CD 2

Musiche di Aviv Geffen, eccetto dove indicato.
1. Perfect World - (testo: Wilson/Geffen) - 4:11
2. Where is my love? - (testo: Geffen) - 4:21
3. Cloudy now (live) - (testo: Wilson/Geffen) - 4:28

- #Blackfield (video) - (testo e musica: Wilson) - 4:02

### Lista tracce nuova edizione LP
Musiche di Aviv Geffen, eccetto dove indicato.
- LATO 1

1. Open mind - (testo: Wilson) - 4:11
2. Blackfield - (Wilson) - 4:21
3. Glow - (testo: Geffen/Wilson) - 3:28
4. Scars - (testo: Geffen/Wilson) - 3:02
5. Lullaby - (testo e musica: Wilson) - 3:01

- LATO 2

1. Pain - (testo: Geffen) - 4:30
2. Summer - (testo: Wilson/Geffen) - 3:27
3. Cloudy now - (testo: Wilson/Geffen) - 3:15
4. The hole in me - (testo: Geffen) - 2:51
5. Hello - (testo: Wilson/Geffen) - 4:22

- LATO 3

1. Perfect World - (testo: Wilson/Geffen) - 4:11

- LATO 4

1. Feel so low - (musica: Wilson - testo: Wilson/Geffen) - 4:41

## Formazione

### Band studio
- Steven Wilson - voce, chitarra solista, chitarra Banshee, campionatori, nastri, batteria programmata, campane, carillon
- Aviv Geffen - voce, tastiere, piano elettrico, organo, chitarra ritmica
- Daniel Salomon - piano
- Steffy Efrati - basso
- Chris Maitland - batteria, percussioni, cori (2,8,9,10)
- Gavin Harrison - batteria, percussioni (1,6)